# 彭丹
彭 丹（ほう たん、女性、1971年 - ）は、中華人民共和国出身の比較文化学者。

## 経歴
中華人民共和国四川省生まれ。四川大学で日本文学を学び、中国で航空会社に勤めたあと日本留学。東京学芸大学大学院にて修士号、2010年法政大学大学院にて「茶の湯の陶磁器における借用と創造 中日比較文化論」で博士（学術）を取得。日中比較文化・比較文学研究者。法政大学国際日本学研究所客員学術研究員、同大学社会学部講師。建長寺研究員。

## 著書
- 『中国と茶碗と日本と』小学館, 2012
- 『唐物と日本のわび』 (淡交新書) 　淡交社, 2016
- 『いにしえの恋歌 和歌と漢詩の世界』(筑摩選書) 筑摩書房, 2018
- 『天皇と中国皇帝』（平凡社新書）平凡社, 2022年

### 翻訳
- 蘭渓道隆『蘭渓録』禅文化研究所, 2020.3
- 小川隆『禅思想史講義』復丹大学出版社,2017.12
- 舩橋晴雄『日本長寿企業的経営秘籍（新日本永代蔵）』清華大学出版社,2011